# Лашкевич Олександр Степанович
Олександр Степанович Лашкевич (*19 липня 1842 — †31 жовтня 1889) — український історик, громадський діяч, літератор та видавець. Член Історичного товариства імені Нестора-Літописця.

## Життєпис
Народився в с. Брахлів Новозибковського повіту Чернігівської губернії (тепер у Климовському муніципальному районі на південному заході Брянської області Російської Федерації) у дворянській сім'ї (козацько-старшинського походження). З дитячих років мешкав у м. Києві.
Навчався в 1-й Київській гімназії. У 1864 р. закінчив історико-філологічний факультет Київського університету зі ступенем кандидата історико-філологічного факультету, і став на службу в канцелярію колишнього київського генерал-губернатора Безока.
Був головою перевірочного відання в м. Звенигородка, а потім — головою з'їзду мирових посередників у Гайсинському повіті Подільської губернії.
Поселився у своєму маєтку в Брахлові, займав різні посади в земських установах. Був земським гласним, мировим суддею.
У 1886 р. вийшов у відставку і переїхав до Києва, почав співпрацювати з часописом «Кіевская старина». У 1887 р. перекупив у Ф. Лебединцева право випускати у світ «Кіевскую старину» і всі свої зусилля сконцентрував на роботі з піднесення рівня цього видання. Сам не раз друкувався на його сторінках з науковими статтями, написаними на матеріалах своєї родової бібліотеки.
Захоплювався поглядами слов'янофілів. За його участі була відкрита Печерська недільна школа, сам він викладав у щоденній школі, а також працював у приватній школі, де вчилася сільська молодь. Став опікуном Новозибковського реального училища.
У вересні 1889 тяжко захворів і невдовзі помер у м. Києві. Був похований на Аскольдовій горі.